# Око времена
Око времена (енгл. Time's Eye) роман је из 2003. који су написали Стивен Бакстер и Артур Кларк, и прва је књига у трилогији Временска одисеја. Друга књига је Олуја са Сунца а трећа Прворођени.

## Тандем Артур Кларк и Стивен Бакстер
Артур Кларк и Стивен Бакстер су се удружили и написали заједно први роман Светлост других дана који је доживео велики успех. После тога су се поново удружили и написали Временску одисеју састављену из три дела.

## Радња
У Кларковој Временској одисеји се помињу Прворођени, прва интелигентна бића која су започела бескрајну мисију регулисања свесног живота у космосу, не би ли спречили друга бића да користе превише његове енергије. Прворођени су стари колико и сам свемир. Из различитих епоха узимају делове Земље са становницима. Тај распон је чак два милиона година и праве Дисконтинуитет. Праве нови свет који добија име Мир. Ту се затичу човеколики мајмуни, праисторијске животиње и чак људи из двадесет првог века. Налазе се и два велика освајача: Александар Македонски са својом војском и хорде Џингис Кана. Изнад читавог Мира се налазе артефакти у виду очију ванземаљске цивилизације.

### Место радње
Место радње је новоформирани свет Мир који се састоји из делова Земље ишчупаних из времена и простора и састављених у виду пачворка.
| „ | Мислим да је свима јасно да овај нови свет, сачињен од делова узетих из простора и времена, није наш; састављен је од комада Земље, али он није Земља. Мислим да стога не би требало да овај нови свет називамо нашим светом, Земљом. Потребно нам је ново име за њега... Мир... На руском реч Мир има два значења: мир и свет. | ” |

## Ликови
- Бизеза Дат
- Натанијел Гроув
- Кејси Отик
- Сејбл
- Аристотел и Талес, вештачка интелигенција третирана као не-људи
- Џош Вајт
- Руди
- Александар Македонски
- Џингис Кан
- човеколике мајмунице (Трагачица и Хватачица)